# 줄리 워너

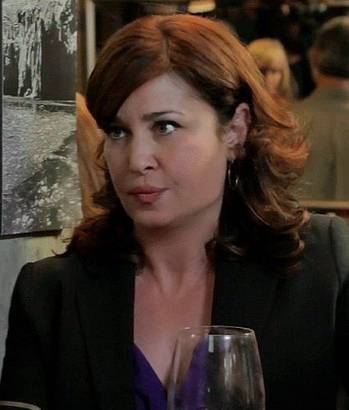

줄리 워너(Julie Warner, 1965년 2월 9일 ~ )는 미국의 배우이다.
맨해튼에서 태어났다.

## 출연 작품
- 더 뷰티풀 원스 (2016년)
- Taken Away (2014)
- 라디오 프리 앨브무스 (2010년)
- 포에버 스트롱 (2008년)
- 스틱 잇 (2006년) - 카리스 부인 역
- 미스터 머더 (1998년)
- 웨딩 벨 블루스 (1996년)
- 크레이지 토미 보이 (1995년)
- 에이리언 마스터 (1994년)
- 추억의 타마크와 (1993년)
- 토요일 밤의 남자 (1992년)
- 할리우드 의사 (1991년)
- 유혹의 선 (1990년)

### 텔레비전
- 닙턱 (2003년)
- 스타 트렉 - 넥스트 제너레이션 TV 시리즈 (1987년)